# Bellecelle
Bellecelle fou un monestir al Llenguadoc, a l'Albigès. Els terrenys foren donats a Benet d'Aniana pel comte de l'Albigès, Ulfari, probablement vers 812. Aquestos terrenys estaven a la vora del riu Agout als límits entre les diòcesis d'Albi i Narbona i s'havien de destinar a construir un monestir, el qual fou aixecat pels monjos d'Aniana, que van donar a l'edificació el nom de monestir de Bellecelle, amb l'església sota advocació de Sant Benet proveint-lo de tot el necessari. Benet d'Aniana hi va enviar dotze religiosos sota un abat que estaria sota autoritat de l'abat d'Aniana (vers 814) càrrec pel que poc després fou nomenat abat Jordi (designat pel mateix Benet al seu propi lloc quan va marxar cap a la cort de Lluís el Pietós). Amb consentiment d'aquest Jordi i de Nebridi de Narbona, amic de Benet, així com altres autoritats religioses, es va determinar que Bellecelle podria elegir el seu abat entre els monjos del monestir si n'hi havia algun digne del càrrec, però si no se'n trobava cap prou digne seria escollit entre els monjos del monestir d'Aniana; l'abat d'aquest monestir tindria dret d'inspecció i de correcció, si s'esqueia, sobre el de Bellecelle. Benet va demanar la confirmació de la fundació i les normes establertes a l'emperador que la va concedir en diploma datat a Aquisgrà el 9 de març del 819. L'emperador va agafar el monestir sota la seva protecció especial i li va garantir les mateixes immunitats que a l'abadia d'Aniana.
Més tard fou independent i va esdevenir abadia que es va fer cèlebre par la regularitat i el nombre dels monjos que la van habitar. estava situada a la rodalia de Castelnau-de-Brassac (avui al departament del Tarn), i formà part de la diòcesi de Castres quan aquesta es va segregar de la d'Albi. No es coneix cap document que faci esment d'aquest monestir fora de la confirmació imperial del 819. El monestir mateix desaparegué en circumstàncies desconegudes potser al segle xvi.